# Bellator 41
Bellator XLI foi um evento de artes marciais mistas organizado pelo Bellator Fighting Championships, ocorrido em 16 de abril de 2011 no Cocopah Resort and Casino em Yuma, Arizona. O card contou com as Semi-Finais do Torneio de Penas da Quarta Temporada do Bellator. O evento foi transmitido ao vivo pela MTV2.

## Background
Tony Johnson Jr. era esperado para enfrentar Carlos Flores no evento, porém por motivos desconhecidos foi substituído por Rudy Aguilar.
O evento acumulou 132,000 telespectadores na MTV2.